# Parlamentswahl in Syrien 1947
Die Parlamentswahlen in Syrien 1947 waren die ersten Wahlen, die nach der offiziellen Unabhängigkeit des Landes von Frankreich 1946 abgehalten wurden.
Sie fanden am 7. Juli 1947 des Jahres 1947 statt, mit einer zweiten Runde in einigen Wahlkreisen am 18. Juli. Im Parlament mit 114 Sitzen gingen nur 24 an die Nationalpartei von Präsident Schukri al-Quwatli, 70 an Unabhängige und 20 für die Volkspartei.

## Ergebnisse

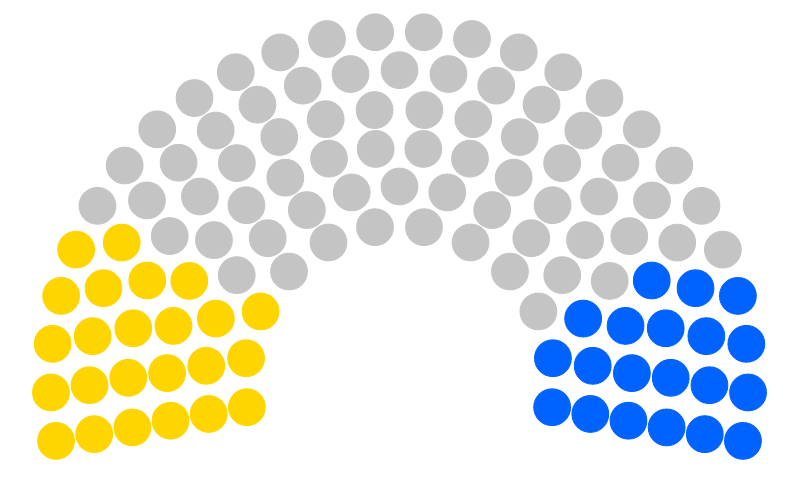
Die Zusammensetzung des syrischen Parlaments nach den Wahlen

| Partei                  | Anteil | Sitze |
| ----------------------- | ------ | ----- |
| Nationalpartei          | 21,1 % | 24    |
| Volkspartei             | 17,5 % | 20    |
| Unabhängige             | 61,4 % | 70    |
| Ungültige/leere Stimmen | -      | -     |
| Gesamt                  | 100 %  | 114   |
| Quelle: Nohlen et al.   |        |       |